# Tar Heel (Caroline du Nord)
Tar Heel est une ville américaine située dans le comté de Bladen dans l'État de Caroline du Nord. En 2010, sa population était de 117 habitants.

## Démographie
| 1970 | 1980 | 1990 | 2000 | 2010 | - |
| ---- | ---- | ---- | ---- | ---- | - |
| 87   | 118  | 115  | 70   | 117  | - |

## Source de la traduction
- (en) Cet article est partiellement ou en totalité issu de l’article de Wikipédia en anglais intitulé « Tar Heel, North Carolina » (voir la liste des auteurs).